# Gaston Rousseau
Pour les articles homonymes, voir Rousseau.
Gaston Rousseau, né le 15 juillet 1925 à Biéville-en-Auge et mort le 8 avril 2019 à Saint-Vigor-le-Grand, est un coureur cycliste français, professionnel de 1947 à 1952.
Il participe au Tour de France 1947 au sein de l'équipe de l'Ouest, celle du vainqueur final, Jean Robic.

## Palmarès
- 1945
  - Alençon-Caen-Alençon
- 1946
  - Champion de Normandie des sociétés
- 1947
  - Classement général du Tour de la Manche
  - 2e du Grand Prix du Débarquement Nord
  - 3e de la Polymultipliée
  - 3e du Circuit grandcopais

## Résultats dans le Tour de France
1 participation
- 1947 : 49e[2]